# Чарли Виктор Ромео
«Чарли Виктор Ромео» (англ. Charlie Victor Romeo, сокр. CVR) — американская пьеса 1999 года (в 2012 году по пьесе был снят одноимённый фильм).
Сценарий этого произведения состоит из почти дословных расшифровок шести реальных авиационных происшествий. «Charlie Victor Romeo» или CVR — это производное от фонетического алфавита ИКАО, являющегося авиационным жаргоном для бортового средства объективного контроля (Cockpit Voice Recorder). Пьеса представляет собой исследование по управлению ресурсами экипажа — методике обучения персонала в таких сферах деятельности, в которых человеческая ошибка может привести к катастрофе.

## История
Спектакль был создан Бобом Бергером, Патриком Дэниелсом и Ирвингом Грегори из некоммерческой компании Collective:Unconscious в 1999 году. Он был записан на пленку и использовался Пентагоном для обучения пилотов. Генерал-майор ВВС США Уолтер Бьюкенен III наградил авторскую группу благодарственным письмом. После представления спектакля в феврале 2002 года в Перте (Австралия) он был показан на десятках сценических площадок по всей территории Соединенных Штатов, в том числе в вашингтонском Studio Theatre.
В 2004 году журнал Time поместил пьесу «Чарли Виктор Ромео» в список лучших пьес года. Спектакль был поставлен на японском языке театральной труппой Rinkogun Theater Company под руководством Ёдзи Сакате. В 2012 году на сюжет этой пьесы был снят фильм, премьера которого состоялась на кинофестивале  «Сандэнс»  в 2013 году.
Спектакль «Чарли Виктор Ромео» был представлен на многих международных конкурсах, получив несколько премий; одноимённый фильм — на кинофестивалях.

## Сюжет
Спектакль начинается с того, что стюардесса демонстрирует оборудование для обеспечения безопасности и напоминает пассажирам, что необходимо пристегнуть ремни безопасности и выключить мобильные телефоны. Перед каждой из сцен спектакля отображается название рейса и причина катастрофы воздушного судна. Во время представления используются такие звуковые эффекты, как сигналы тревоги в кабине, а также возникающие механические шумы. Показана внутренняя обстановка внутри авиалайнера. В конце каждой сцены (полёта) на экране отображается количество жертв. В конце спектакля актёры и создатели пьесы отвечают на вопросы зрителей.
В спектакле показаны следующие инциденты с воздушным судном:
1. Инцидент с MD-83 в Виндзор-Локсе
2. Катастрофа ATR 72 под Розлоном
3. Катастрофа Boeing 757 под Лимой
4. Катастрофа Boeing E-3 в Анкоридже
5. Катастрофа Boeing 747 под Токио
6. Катастрофа DC-10 в Су-Сити